# Fole
Fole er en landsby i Sønderjylland med 225 indbyggere  (2025). Fole er beliggende fem kilometer nordvest for Gram, ni kilometer sydvest for Rødding og 45 kilometer fra Esbjerg og Kolding. Byen tilhører Haderslev Kommune og er beliggende i Region Syddanmark.
Den hører til Fole Sogn, og Fole Kirke samt Fole Friskole ligger i byen.
Reskriptsamleren Laurids Fogtman blev født i Fole i 1748.
- Fole Friskole
- Sognehuset